# Mordellistena pseudorugipennis
Mordellistena pseudorugipennis es una especie de coleóptero de la familia Mordellidae.

## Distribución geográfica
Habita en  Chipre.